# Mareuil-en-Périgord
Mareuil-en-Périgord – gmina we Francji, w regionie Nowa Akwitania, w departamencie Dordogne. W 2013 roku liczba ludności wynosiła 2533 mieszkańców. 
Gmina została utworzona 1 stycznia 2017 roku z połączenia dziwięciu ówczesnych gmin: Beaussac, Champeaux-et-la-Chapelle-Pommier, Les Graulges, Léguillac-de-Cercles, Mareuil, Monsec, Puyrenier, Saint-Sulpice-de-Mareuil oraz Vieux-Mareuil. Siedzibą gminy została miejscowość Mareuil.